# Tāt Kandī
Tāt Kandī (persiska: تات كَندی, تات کندی) är en ort i Iran.   Den ligger i provinsen Västazarbaijan, i den nordvästra delen av landet, 700 km nordväst om huvudstaden Teheran. Tāt Kandī ligger 2 141 meter över havet och antalet invånare är 232.
Terrängen runt Tāt Kandī är kuperad, och sluttar norrut. Runt Tāt Kandī är det ganska glesbefolkat, med 39 invånare per kvadratkilometer. Närmaste större samhälle är Seyah Cheshmeh, 8,1 km norr om Tāt Kandī. Trakten runt Tāt Kandī består i huvudsak av gräsmarker.